# Force K

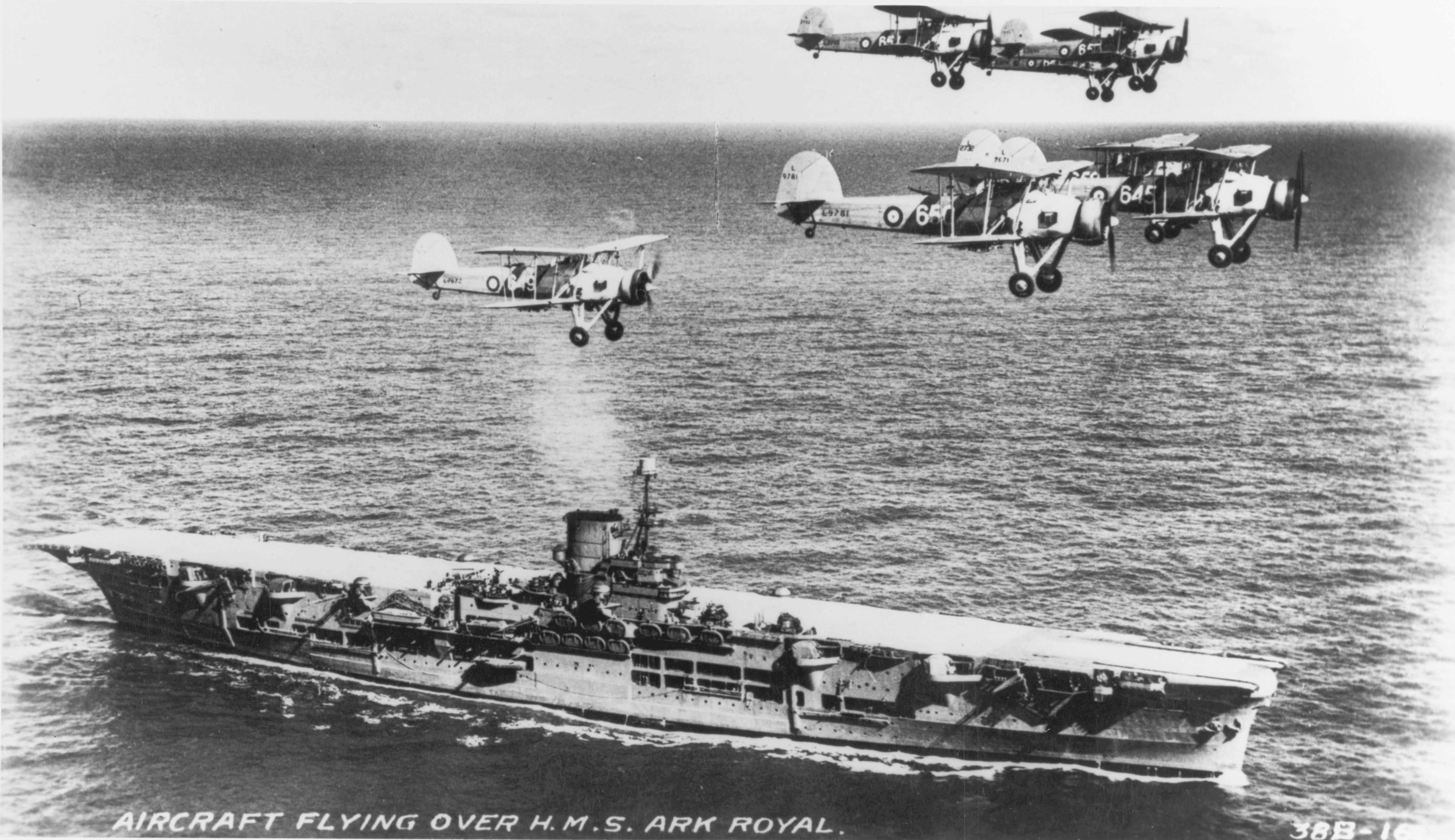
Flugzeugträger Ark Royal um 1939.

Die Force K (dt. übersetzt: Einsatzverband K) war eine britische Task Force während des Zweiten Weltkriegs. Sie wurde im Jahr 1941 gebildet und operierte von Malta aus. Ihre Hauptaufgabe war die Unterbindung des Nachschubs für die italienischen und deutschen Streitkräfte in Nordafrika. Sie war eine Reaktion auf das Unternehmen Sonnenblume und wurde am 21. Oktober 1941 auf Weisung von Winston Churchill aufgestellt, da die alliierten U-Boote und Luftstreitkräfte den deutschen Nachschub nicht entscheidend beeinträchtigen konnten.
Bei ihrer Gründung bestand die Force K aus den beiden Leichten Kreuzern Aurora und Penelope sowie den L-Klasse-Zerstörern Lance und Lively. Nach ersten Erfolgen im November 1941 erhielt sie gegen Ende des Monats zusätzliche Verstärkung durch die Leichten Kreuzer Ajax und Neptune und zwei Zerstörer der K-Klasse, Kandahar und Jaguar.

## Einsätze
Am 8. November 1941 griff Force K erfolgreich einen von Neapel nach Tripolis bestimmten deutsch-italienischen Geleitzug vor der kalabrischen Küste an und versenkte sieben Frachtschiffe und den italienischen Begleitzerstörer Fulmine. Die Zerstörer Libeccio, Euro und Grecale wurden beschädigt. Die Libeccio wurde am nächsten Tag vom britischen U-Boot HMS Upholder torpediert und sank trotz Abschleppversuchen. Damit war mit einem Einsatz nahezu die Hälfte der feindlichen Nachschubkapazität zerstört und der Hafen von Tripolis wurde von italienischer Seite für „praktisch blockiert“ erklärt.
Am 24. November fing Force K 100 Meilen westlich von Kreta einen Konvoi der Achsenmächte ab. Trotz der Anwesenheit der italienischen Torpedoboote Lupo und Cassiopea wurden die deutschen Frachtschiffe Maritza und Procida versenkt.
Nachdem Force K am 29. November durch zwei weitere Leichte Kreuzer und zwei Zerstörer verstärkt worden war, konnte sie am 1. Dezember vor der libyschen Küste weitere italienische Handelsschiffe mit Nachschub abfangen und versenken. Zeitweise gingen in dieser Kriegsphase 60 Prozent des deutschen Nachschubs verloren.

## Das Ende der Force K
Im Dezember wendete sich jedoch das Kriegsglück. Beim Versuch, einen weiteren Versorgungskonvoi abzufangen, liefen die Schiffe von Force K am 19. Dezember 1941 vor Tripolis in ein neu verlegtes italienisches Minenfeld. Die Neptune und die Kandahar sanken, die Aurora wurde schwer und die Penelope leicht beschädigt. Die beschädigten Schiffe wurden in Malta repariert, wobei die Penelope durch anhaltende Luftangriffe während der Reparatur fortwährend neue Schäden erlitt. Da zeitgleich im Januar 1942 die deutschen Luftstreitkräfte verstärkt wurde und die Lufthoheit errangen, wurde Force K im Januar 1942 aufgelöst.